# Psila kovalevi
Psila kovalevi är en tvåvingeart som beskrevs av Shatalkin 1996. Psila kovalevi ingår i släktet Psila och familjen rotflugor. Inga underarter finns listade i Catalogue of Life.